# Cactoblastis cactorum
Cactoblastis cactorum es una espècie de lepidòpter ditrisi de la família dels piràlids (Pyralidae) originària de l'Argentina, Paraguai, Uruguai i el sud del Brasil. És una de les cinc espècies del gènere Cactoblastis que habiten Amèrica del Sud. Aquesta espècie s'ha introduït a moltes zones fora de la seva àrea de distribució natural, incloent Austràlia, el Carib i Sud-àfrica. En alguns llocs, s'ha estès de manera incontrolable, esdevenint una espècie invasora. En altres llocs com a Austràlia, però, ha tingut efectes beneficiosos pel seu paper en el control dels cactus del gènere Opuntia.

## Interaccions en el seu hàbitat natural
A l'Amèrica del Sud, Cactoblastis cactorum té molts depredadors naturals, incloses formigues i micos del nou món. Les formigues, els principals depredadors de les arnes, en consumeixen les seves larves, impedint la seva expansió desmesurada. Els micos del nou món també s'alimenten de les larves, extraient-les de les tiges dels cactus que les alberguen. La relació entre les espècies de Cactoblastis cactorum i Opuntia cactus és parasitària, ja que l'arna s'alimenta del cactus hoste perjudicant-lo. Treballs recents a Amèrica del Sud han identificat quatre ecotips de C. cactorum genèticament diferenciats que infesten diferents hostes i posseeixen una morfologia larvària diferent. El mecanisme que condueix aquest aïllament ecotípic roman desconegut.

## Anatomia
Els adults de Cactoblastis cactorum són arnes de color gris marronós amb potes i antenes llargues. Les arna només es poden identificar mitjançant un examen microscòpic dels genitals masculins.
Les ales anteriors mostren un patró de bandes característic, similar al que tenen altres arnes. Les ales posteriors són blanquinoses i semitransparents. L'envergadura de les ales de les arnes adultes pot variar segons l'edat i el sexe; l'envergadura mitjana és d'entre 27 i 40 mm per a les femelles i d'entre 23 a 32 mm per als mascles.
Les larves de C. cactorum són erugues amb un color rosaci-crema inicialment, que vira cap a un color ataronjat amb l'edat, amb taques o bandes negres distintives.

## Reproducció i esperança de vida
L'aparellament de Cactoblastis cactorum es produeix abans de l'alba. Les parelles sexuals es troben les unes a les altres mitjançant l'atracció per feromones. Com en les altres arnes, el procés d’aparellament comença quan la femella i el mascle s'uneixen a l'abdomen. El mascle l'espermatòfor, i la femella emmagatzema el sac al seu centre reproductor a l'abdomen. Després del període d'incubació, la femella diposita un conjunt que conté entre 30 i 50 ous. Els ous es ponen a la punta de les espines del cactus, a les fulles, al cladodi o al fruit del cactus.
Els ous es desenvolupen i es desclouen en 25-30 dies. Les larves gregaries que naixen s'obren pas a la polpa del cactus a través d’un forat d’entrada que generen mastegant la cutícula dura de l'exterior del cladodi. Això produeix uns danys externs en el cactus, que es caracteritzen per la formació d'un teixit vegetal groguenc. Les larves s'alimenten a l’interior del cactus i l'acaben buidant, consumint-ho tot excepte els teixits vasculars.
Les larves solen passar uns dos mesos dins del cactus amfitrió durant l'estiu i aproximadament quatre mesos a l’hivern. Un cop completament desenvolupades les larves surten de l'interior del cactus per formar capolls on faran la metamorfosi a arna. Tan aviat com surten les arnes, busquen una parella sexual, i generalment es reprodueixen fins a tres o quatre vegades durant la seva vida. La longevitat mitjana és de nou dies per a les femelles i d'onze dies per als mascles. Durant aquest temps, la femella no menja; utilitza tota la seva energia per viatjar fins a 10 quilòmetres en la recerca de cactus per a la seva reproducció. L'arna mascle dedica la seva energia a maximitzar les seves oportunitats d’aparellament. Els mascles s'aparellen entre dues i cinc vegades, i esperen de dos a tres dies de mitjana entre els aparellaments.

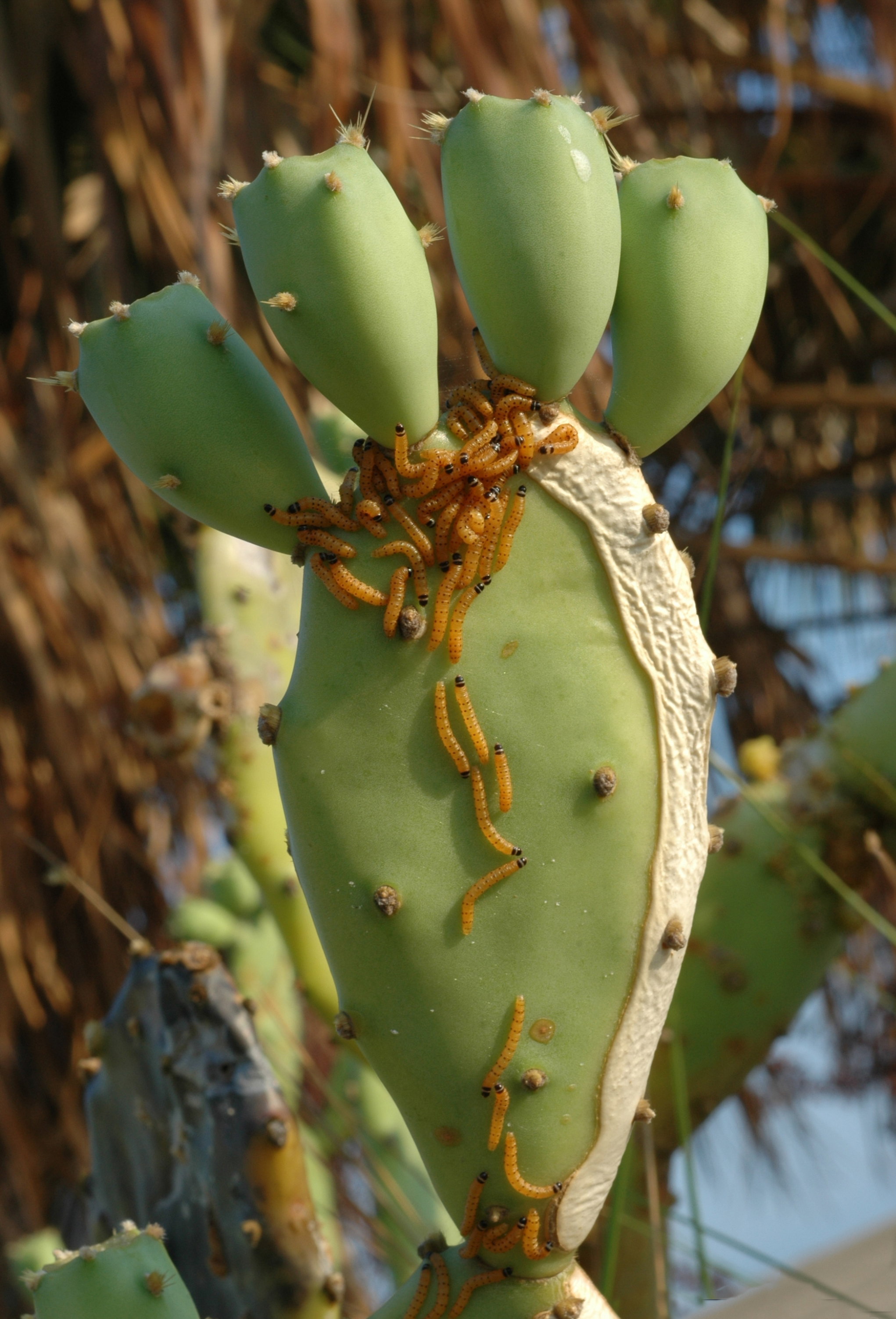
Larves de Cactoblastis cactorum alimentant-se d'un cactus del gènere Opuntia.

## Efectes i estat actual

### Com a agent de control biològic
Cactoblastis cactorum es va introduir per primera vegada a Austràlia el 1925 des de l’Argentina, on es va utilitzar amb èxit com a agent de control biològic dels cactus invasors del gènere Opuntia. A causa d'aquest èxit, es va introduir posteriorment a altres països com Sud-àfrica el 1933 i el Carib als anys 50.
Després de la introducció, Cactoblastis va exercir un efecte negatiu sobre la comunitat agrícola de Sud-àfrica, on va disminuir la població de les espècies d'Opuntia utilitzades com a farratge per al bestiar. El 1956, l'arna es va introduir a l'illa del Carib de Nevis, on es va utilitzar amb èxit per controlar l'expanció d'una espècie de cactus. Posteriorment, el 1960, Cactoblastis es va introduir amb èxit a l'Illa de Montserrat i a l'Illa d'Antigua com a agent de control biològic.

### Propagació
Després de la seva introducció voluntaria al Carib, Cactoblastis cactorum es va estendre per l'Oceà Atlàntic i tot el Carib a través mitjançant diferents fenòmens com la dispersió natural, el transport humà intencionat i no intencionat i la importació de farratge infestat. S'ha vist a Saint Kitts, les Illes Verges Nord-americanes, Haití, Cuba, la República Dominicana, les Bahames, les Illes Caiman, Puerto Rico i Barbados. Finalment va arribar al sud-est dels Estats Units d'Amèrica, on es va detectar per primera vegada a Florida el 1989. Cactoblastis cactorum probablement va entrar-hi mitjançant la importació d’Opuntia de la República Dominicana. Cactoblastis actualment es troba al llarg de les costes del Golf i de l'Atlàntic, amb un augment constant de la taxa de colonització al llarg de la costa del Golf. A mesura que s'estén, amenaça la població autòctona de gactus del gènere Opuntia a Florida, a la costa atlàntica fins a Charleston, Carolina del Sud, i al voltant de la costa del Golf fins a Nova Orleans.
La presència de l'arna al sud-est dels Estats Units, posa en perill moltes espècies de cactus i amenaça els ecosistemes. A Florida, la major preocupació és pel cactus de Opuntia leucotricha, que actualment està en perill d’extinció. Els estudis actuals tenen com a objectiu identificar la forma més eficient de prevenir la invasió de Cactoblastis cactorum a la població de cactus autòctons. Ll'arribada de Cactoblastis cactorum als Estats Units va causar també preocupació per la indústria de cactus ornamentals a Arizona, Califòrnia, Nevada, Nou Mèxic i Texas. Arizona té la major participació econòmica en cactus del gènere Cactoblastis; el valor de la seva indústria de cactus és actualment d’uns 9,5 milions de dòlars. Cactoblastis cactorum també s'ha estès pel golf fins a Mèxic, on es va descovrir per primera vegada a Isla Mujeres, una petita illa a la costa nord-est de la península de Yucatán. Es desconeix com va migrar l'arna a Mèxic; possibles mètodes de propagació inclouen vents i huracans, el transport involuntari per part dels humans o les relacions comercials. Més recentment, cactorum ha començat a atacar cactus del gènere d’Opuntia a l’illa de San Salvador a les Bahames, on els cactus Opuntia, són una font important d’aliment per a les iguanes del gènere Cyclura. La disminució de la població de cactus Opuntia suscita preocupació per greus danys a la població d’iguanes.
El 2020, un estudi va trobar que C. cactorum no és selectiva pel que fa a de quines espècies d'opuntia s'alimenta. Això pot indicar que la seva devastació sigui encara més generalitzada del que s'esperava anteriorment.

### Projeccions de difusió futura
Els investigadors projecten una expansió de Cactoblastis cactorum cap a l’oest d'Amèrica del Nord. Això amenaça les indústries de cactus al sud-oest dels Estats Units i les parts interiors de Mèxic. Als Estats Units occidentals, més de seixanta espècies d'Opuntia són una part vital de l'ecosistema. A Mèxic, Opuntia és una planta vital; el seu fruit és un aliment bàsic, i els cactus triturats s'utilitzen per mantenir el bestiar en èpoques de sequera, a més, algunes espècies d’Opuntia donen suport a la gran indústria dels tints de cotxinilla. Així, la pèrdua d’aquests cactus tindria un impacte ambiental i econòmic molt important al país. L'expansió de les poblacions d'arnes està en teoria restringida als climes temperats, a causa del període d'incubació de les seves larves, tot i això, altres factors poden tenir un paper important en la determinació de la propagació. Els models basats en les toleràncies ambientals prediuen que els seus límits de rang als Estats Units estan units per Charleston, Carolina del Sud, al nord i per Califòrnia a l'oest, no obstant, l'extensió de la propagació no està clara perquè sabem poc sobre les interaccions biòtiques que es poden produir en aquesta regió.

### Interaccions i mecanismes ecològics
La relació ecològica entre l'arna Cactoblastis cactorum i el cactus Opuntia és una relació paràsit-hoste.
Els estudis d’alimentació de laboratori suggereixen que Cactoblastis cactorum és una de les arnes menys selectives del gènere Cactoblastis pel que fa a la selecció de l’hoste, però els patrons d’infestació observats al camp suggereixen que la identitat de l’hoste és important per determinar quins llocs s'infecten. Disposen d'un sistema de detecció que els permet detectar els gradients de carboni i nitrogen a l'aire que envolta l'hoste. Les femelles tenen un sistema de detecció superior al dels mascles perquè el fan servir per determinar on implantar les larves, que després destrueixen els cactus.

### Competició
Fins ara no hi ha hagut estudis formals de competència entre C. cactorum i altres espècies de cactòfags. Aquesta és una àrea d'estudi de gran interès potencial al sud-oest dels Estats Units i Mèxic, perquè sabem poc sobre com la diversitat d’insectes cactòfags que es troben a la regió pot influir en la difusió de C. cactorum.

### Depredació
Un altre factor que permet que l'arna es propagui tan fàcilment als Estats Units és la manca de depredació. A l'Amèrica del Sud, diverses espècies parasitoides així com malalties ajuden a controlar la propagació de l'arna i les seves larves. Els parasitoides i les malalties semblen ser suficients per controlar la propagació de Cactoblastis cactorum. Aquests parasitoides i malalties no estan presents a les zones on l'arna s'ha convertit en un problema. Això pot estar permetent que l'arna s'estengui més ràpidament del normal. Encara s'ha de determinar si aquests organismes que limiten el creixement del Cactoblastis són prou específics de l’hoste per introduir-se a les zones afectades com a mètode de control biològic.de la pròpia arna, o podrien afectar altres espècies autòctones.

### Estratègia d’història de vida
Cactoblastis cactorum mostra trets de la història de vida seleccionats tant per r com per k. Tot i que l'arna es reprodueix més d’una vegada a la vida (un tret més típic dels organismes seleccionats per k), produeix un gran nombre d’ous (un tret més típic dels organismes seleccionats per r). Una arna femella pot pondre fins a 50 ous per generació i produir almenys tres generacions. Les generacions múltiples són un signe de reproducció iteroparosa. No obstant això, una gran quantitat de descendència durant una sola generació és un tret de la reproducció semelparosa. En aquest cas particular, l'arna també presenta taxes elevades de mortalitat en adults el que tendeix a ser més típic dels organismes amb reproducció semelparosa. A més, aquestes generacions es produeixen en un curt període, tenint en compte que una arna adulta només viu durant uns nou dies.
Hi ha moltes combinacions i gradients diferents entre semelparitat i iteroparitat. Tot i això, és clar en aquest cas que l'arna està més a prop del costat semelparós de l'escala. La semelparitat és un tret seleccionat per r, mentre que la iteroparietat és un tret seleccionat per k. Altres trets seleccionats per r que l'arna presenta, a més d'una gran quantitat de descendència, amb curta esperança de vida; demostren que l'arna és molt més r-seleccionada que k-seleccionada. La majoria de les espècies invasores solen ser individus seleccionats per r, per la seva alta taxa de creixement i capacitat de dispersió.

## Control
S'estan fent molts esforços per aturar l'expansió de Cactoblastis cactorum per així evitar més danys als cactus d’Opuntia a tota Amèrica Central i el sud-est dels Estats Units, on s'ha identificat els perillosos efectes de l'arna a la flora autòctona. Alguns intents de controlar la població són de naturalesa biològica, mentre que altres són intents més físics de posar en quarantena Opuntia afectada.

### Control bacterià
Una opció que s'està explorant actualment és un bacteri, Bacillus thuringiensis, que mataria les larves de mitjana edat de Cactoblastis cactorum. El bacteri va ser descobert per un grup de científics que treballaven en una instal·lació de colonització a Tifton, Geòrgia, que intentaven criar grans colònies de l'arna. En els seus esforços per produir una varietat estèril de l'arna per erradicar-la del seu hàbitat introduït, es va descobrir una soca única d'aquest bacteri. Es va cultivar una varietat particularment virulenta del bacteri que va demostrar matar el 100% de les larves de Cactoblastis cactorum en desenvolupament. Aquesta mortalitat és causa d’una combinació d’exotoxines excretades. L'exotoxina letal primària que es troba a les entranyes de Cactoblastis cactorum després d'haver estat exposada a Bacillus thuringiensis s'anomena BtCc. S'està explorant com a supressió de plagues a curt termini perquè actualment el bacteri no pot ser transferit de generació en generació a l'intestí de l'arna. BtCc altera el procés digestiu de les larves i en provoca la mort immediata. Per tal que aquesta sigui una solució a llarg termini per controlar la propagació de Cactoblastis cactorum, el bacteri o l'exotoxina haurien de ser capaços de reproduir-se i esporular-se dins de l'arna perquè els seus efectes s'estenguessin a la població.

### Control de depredadors de vespes
Alguns investigadors també estudien l’ús de vespes paràsita per frenar la propagació de Cactoblastis cactorum als Estats Units. Aquestes vespes, originàries d'Amèrica del Sud, ponen els ous a les larves de Cactoblastis, i les larves de les vespes es mengen les larves de les arnes per dins. Les preocupacions actuals són que la mateixa vespa podria convertir-se en una espècie invasora, parasitant les erugues autòctones i altres larves d'insectes autòctons.

### Control de la interacció de formigues
Una altra possible opció de control que s'està explorant utilitzaria les formigues per tenir una relació mútuament beneficiosa amb els cactus Opuntia. Moltes espècies de formigues participen en relacions mutualistes amb diverses espècies de cactus i s'espera que aquesta tendència general d’interacció pugui ser aprofitada per protegir els cactus Opuntia de l'arna Cactoblastis. Aquesta relació oferiria protecció a Opuntia contra l'especie invasora Cactoblastis, i oferiria a les formigues un lloc per criar les seves cries i rebre menjar. A Sud-àfrica, ja existeix naturalment un mutualisme entre moltes espècies de cactus i formigues per evitar la propagació Cactoblastis. Moltes espècies de cactus a tot el món excreten un nèctar extrafloral que atrau les formigues, les formigues s'alimenten d’aquest nèctar i ataquen qualsevol cosa que molesti els cactus.
Investigadors de la Universitat de Rice a Houston i Universitat A&M de Florida col·laboren en la investigació per explorar una relació beneficiosa que es podria reproduir als Estats Units. Els primers experiments de laboratori van demostrar que la presència de formigues que vivien juntes amb els cactus augmentava la mortalitat dels ous de Cactoblastis posats sobre els cactus.

### Quarantena als Estats Units
Actualment als Estats Units s'han descobert poblacions de Cactoblastis cactorum a Florida, Geòrgia i, més recentment, a Louisiana. Molts d'aquests estats ja han iniciat els seus propis programes per aturar l'increment de les poblacions de l'arna conjuntament amb el pla estratègic del 2009.
Els Estats Units van iniciar un pla el 2009 per posar en quarantena les espècies d’Opuntia afectades i frenar la migració de Cactoblastis cactorum pels Estats Units. S'espera crear una barrera permanent a través de la qual sigui impossible una major colonització d'aquesta arna invasora. Aquesta barrera vol frenar no només la colonització de noves zones a través de la terra, sinó també per mar. Per mar, les noves regulacions requereixen que es destrueixin, fumiguin o retornin al seu país d'origen els farratges en trànsit en els que es trobin evidències de Cactoblastis cactorum. Per terra, posar en quarantena significa crear una barrera sobre la qual l'arna no podrà reproduir-se a través de la bretxa; això s'ha aconseguit eliminant físicament tots els cactus de les zones de la zona.
Una de les principals implementacions proposades seria crear una versió estèril de Cactoblastis cactorum que serviria per eliminar la població més occidental de l'arna i empènyer el seu territori actual cap a l'est. Aquest mètode crearia una generació d'arnes que no es pot reproduir i frenaria de forma lenta però efectiva la propagació de l'espècie. Tot i això, la versió estèril de l'arna ha tingut poc èxit en estendre’s a la zona afectada.
Altres mètodes inclouen la identificació de les zones infectades i la destrucció mecànica de tots els cactus en aquesta zona. A Louisiana s'utilitzen mètodes com aquests per eliminar la presència de l'arna a les zones pantanoses i, generalment, impliquen un ús intensiu d’eliminació amb motoserres, serres mecàniques o altres dispositiu mecànics. Els pesticides químics de la majoria de les zones han demostrat ser ineficaços a causa de la gran quantitat i freqüència de tractament de pesticides necessaris per limitar la població i també de l'eficaç protecció que les fulles de cactus atorguen a l'arna.

## Incerteses
Encara hi ha moltes incerteses sobre Cactoblastis cactorum. El seu hàbitat natal d'Amèrica del Sud continua sent una àrea d'investigació científica. Les interaccions interespecífiques de les arnes tampoc no s'entenen bé encara; tot i que se sap que l'arna és capaç de canviar d’amfitrió, es desconeix tota la gamma de plantes hostes susceptibles. En els propers anys es veurà com afectarà l'arna als ecosistemes de l’Amèrica del Nord i l'eficàcia de les tàctiques de control. Per acabar, una gran incògnita en l'estudi de Cactoblastis cactorum és la forma en què les espècies d'Opuntia poden desenvolupar defenses en resposta a la seva invasió. Cal fer més estudis tant per entendre els mecanismes biològics de l'arna com per aturar la seva propagació com a espècie invasora.

## Monuments a Queensland
Hi ha un monument commemoratiu de l'erradicació d’Opuntia per l'arna Cactoblastis cactorum en un parc de a Dalby, Queensland a Austràlia. Va ser erigit a la Queensland Women's Historical Association el dijous 27 de maig de 1965.
Un altre monument en honor de l'arna, el Cactoblastis Memorial Hall està situat a Boonarga, a 10 quilòmetres a l'est de Chinchilla, a Queensland. Va ser erigit el 1936 i va ser un dels primers monuments commemoratius d'insectes que s'han construit.